# Neosimnia loebbeckeana
Neosimnia loebbeckeana är en snäckart som först beskrevs av Weinkauff 1881.  Neosimnia loebbeckeana ingår i släktet Neosimnia och familjen Ovulidae. Inga underarter finns listade i Catalogue of Life.